# Eupatorium semiserratum
Eupatorium semiserratum е вид растение от семейство Сложноцветни (Asteraceae). Видът е незастрашен от изчезване.

## Разпространение
Видът е разпространен в югоизточните и южните части на централна САЩ, във всички крайбрежни държави от Мериленд до Тексас и във вътрешността до Мисури и Кентъки.

## Описание
Eupatorium semiserratum има къси коренища и понякога достига на височина до над 100 см.
Съцветието е съставено от голям брой малки бели цветни глави.